# Конец света с последующим симпозиумом (фильм)
«Конец света с последующим симпо́зиумом» — советский трёхсерийный телефильм 1987 года по одноимённой пьесе Артура Копита. Это последний фильм, снятый Татьяной Лиозновой. 

## Сюжет
К сидящему без денег драматургу Майклу Тренту (Вадим Андреев) обращается миллиардер Фил Стоун (Армен Джигарханян), заказывает ему пьесу на тему, с которой Трент соглашается не глядя, и даёт аванс. Литературный агент Одри Вуд (Надежда Румянцева) заинтересовывает проектом режиссёра и директора одного из бродвейских театров. Тема, за которую взялся Трент — ядерная война. Миллиардер Стоун надеется театральной постановкой, пьеса для которой заказана Тренту, предотвратить её.
В фильме показано, как рациональные мотивы и действия людей, никто из которых не желает войны, приводят к тому, что вероятность её начала повышается.

## В ролях
- Вадим Андреев — Майкл Трент
- Армен Джигарханян — Фил Стоун
- Надежда Румянцева — Одри Вуд
- Олег Табаков — Пол Коуэн
- Евгений Весник — Милтон Гринблат
- Эммануил Виторган — генерал Уилмер
- Олег Басилашвили — Стенли Баррет
- Сергей Ковалёв — Пит
- Дмитрий Певцов — Джим
- Юрий Медведев — хозяин ресторана
- Юрий Шерстнёв — Чарльз
- Татьяна Чернопятова — Стелла
- Виктор Незнанов — человек Стоуна
- Александр Новиков — секретарь Уилмера

## Создатели фильма
- Сценарист и режиссёр: Татьяна Лиознова
- Операторы-постановщики: Пётр Катаев (умер во время съёмок фильма), Михаил Якович
- Художник-постановщик: Борис Дуленков
- Художник по костюмам: Мариам Быховская
- Композитор: Гия Канчели